# Ablakszigetelés
Az ablakszigetelés alatt az ablak réseinek huzat elleni szigetelését/tömítését értjük. Egy épület megfelelő hőháztartásának biztosítása érdekében kiemelten fontos a nyílászárók, azon belül az ablakok megfelelő szigetelése is. Ha az ablakrések nincsenek megfelelően szigetelve, a hő elszökhet, ezzel csökkentve az épületben lakók komfortérzetét és emelve a fűtési költségeket is.
Eltérő fogalom a hőszigetelt (fokozottan hőszigetelt) Low-e bevonatos ablak, amely az üvegezéssel együtt az ablak alacsony hőátbocsájtó képességét jelenti. A hőszigetelt ablak télen visszatükrözi a hőt a belső fűtött térbe, a belső üveg külső felületén lévő bevonattal.
A gyakorlatban használnak olyan kifejezéseket, amelyeket nehezen lehet értelmezni, mint „Termopán”, „reflexiós üvegezés”, ezek helyett pontosan érdemes tisztázni a kívánt tulajdonságokat.
Megfelelő ablakszigetelés használatával a fűtési költségek akár 20-30 százalékkal is csökkenthetők, hőszigetelésével a hőveszteség a felére, harmadára csökkenthető, miközben a lakás, épület természetes szellőzését más módon kell biztosítani. Az ablakrések tömítésével az ablakkeretek melegebbek lesznek, így nem alakulnak ki hideg keret- és falfelületek. Azt, hogy pontosan milyen összeg takarítható meg a szigetelési munkák elvégzésével és megéri-e a régi ablakok felújítása, a szakemberek könnyedén ki tudják számítani.
Azt, hogy a szigetelés nem megfelelő, számos jelenségből megállapíthatjuk. Amennyiben az ablakok környéke az épület többi részénél hidegebb, az üvegen rendszeresen vízcseppek jelentkeznek a páralecsapódás következtében, az erősebb szelek megrezegtetik az ablaktáblákat, ha nyáron beárad a forró levegő, illetve ha zaj és por jut be a réseken, biztosan huzatszigetelési, vagy hőszigetelési problémáról van szó.
Az ablakokat mind huzat, mind hőátbocsájtás ellen lehet szigetelni.
Huzat elleni réstömítések pl. a következők:
- Öntapadós profilok alkalmazása[2]
- Tömítés
- Szigetelés marásos módszerrel[3]

Hőátbocsájtás elleni hőszigetelések a következők:
- Dupla üveg, DUPLO hőszigetelés[4] alkalmazása
- Hővisszaverő tulajdonságokkal rendelkező ablaküveg alkalmazása[5]
- Hővisszaverő plasztikok alkalmazása

Külön szempont az ablak nyári napsugárzás elleni védelme, ami a külső üveg belső felületén kifelé történő sugárzás visszaveréssel érhető el (visszatükrözi a napsugarat).

## A (huzat elleni) szigetelési módszerek

### Öntapadós profilok
A házilag készülő szigeteléseknél gyakran használnak ilyen profilokat, mivel relatíve olcsók és a segítségükkel könnyen, gyorsan oldható meg az ablakok szigetelése. Ezek készülhetnek számos különféle anyagból, például kaucsukból, polifoamból vagy szivacsból. Beszerzésük nem ütközik nehézségbe, mivel a legtöbb háztartási boltban vagy nagyobb áruházban is kapni ilyen P vagy D profilokat. Különleges felszerelésre elhelyezésükhöz nincsen szükség, egy kés vagy olló segítségével egyszerűen méretre vághatóak.
Olcsóságuk és könnyű kezelhetőségük mellett azonban hátrányokkal is rendelkeznek. Ezek közül a legjelentősebbek, hogy a szélsőségesebb időjárási viszonyok, de akár már a pára is könnyen kikezdhetik őket. Ehhez ugyanis nem képesek megfelelően alkalmazkodni, így már rövid idő, akár néhány hónap alatt elhasználódhatnak és új szigetelésre lehet szükség.
A kaucsukból készült profilok idővel megkeményednek, berepedeznek, így elhasználódnak, kifejezetten rövid életű szigetelőanyagnak számítanak. A párával szemben ellenállóak, a megkeményedést, berepedezést azonban az UV-fény, a napfény rövid időn belül képes kiváltani.
A szivacs az UV-fény hatására elporlad, ezért válik használhatatlanná. Napjainkban a szivacscsíkokat már csak elvétve alkalmazzák, mivel elavult, nem hatékony technológiának számít. A polifoamhoz hasonlóan a nedvességet is magába zárja, ami néhány hónapon belül cserét tesz szükségessé.
A polifoam magába zárja a nedvességet, a lecsapódó párával szemben nem ellenálló, ami a ragasztóréteg feloldódásához, kiszáradásához és a szigetelőcsík leválásához vezet. Erre általában egy évszakon belül számítani lehet, mivel a ragasztóképesség igen hamar megszűnik. Ezután a ragasztócsíkok cseréje elengedhetetlen, így ennek az anyagnak a használata csak igen rövid távú megoldást jelent.

### Tömítés
A szigetelést gyakran végzik különböző tömítőanyagok, elsősorban sziloplaszt segítségével is. Ennek előnye, hogy az öntapadós profiloknál sokkal hatékonyabban képes a hézagok kitöltésére.
A felhelyezés úgy történik, hogy az ablaknyílót körbenyomják sziloplaszttal, ezt követően pedig egy fóliát helyeznek az anyagra, az ablakot pedig rázárják.
Hátránya, hogy felhelyezése után nagyon megkeményedik. Így ha a munka nem megfelelő módon kerül elvégzésre, az anyag megszáradását követően az ablakok záródása nehézkessé válhat, elvetemedhetnek. Ezért rendkívül pontosan kell kimérni, milyen mennyiségre van szükség, hogy se a záródást ne nehezítse meg, sem pedig rések ne maradjanak, amik a szigetelés hatékonyságát csökkentenék. Másik hátránya, hogy az elöregedett sziloplaszt lecserélése, más anyaggal történő pótlása is nehézkes, mivel eltávolítása igen nehéz. Ehhez a legtöbbször elengedhetetlen szakembert hívni, ez pedig növelheti a költségeket.
A sziloplaszt az időjárással szemben sem ellenálló, hajlamos megkeményedni és szigetelőképességét elveszíteni.

### Nútbemarásos szigetelés
A szakemberek által leginkább ajánlott egyik módszer a svéd nútbemarásos szigetelés. Ezt házilag ritkábban alkalmazzák, mivel marógépre van szükség a kivitelezéséhez.
A Svédországban kifejlesztett módszer lényege, hogy a marógép segítségével hornyot készítenek az ablaktokba, a pontosan méretre szabott szilikon tömítőanyagot pedig ebbe illesztik bele.
A munka megkezdése előtt szükséges az ablaktok megtisztítása minden korábbi szigetelőanyagtól. Ezután pontosan meg kell mérni, milyen méretű rések vannak jelen. Ezt azért szükséges tudni, mert így határozható meg, milyen vastagságú szigetelőanyagra lesz szükség. A szigeteléshez az ablakszárnyat leszerelik és a marógéppel elkészítik a hornyot. Ezt követően megtisztítják az ablaktokot a keletkező portól és forgácstól, majd egy görgő segítségével beleillesztik a nútba.
A módszer egyik legnagyobb előnye, hogy például a sziloplaszttal ellentétben a későbbiekben bármikor könnyedén eltávolítható, így szükség esetén – csere vagy festési munkák alkalmával – a szigetelés egyszerűen kicserélhető.

## A szigetelés menete
Ablakszigetelési munkák végzésekor a legelső mindig a szükséges mérések elvégzése. A legfontosabb a rosszul szigetelt ablakok réseinek vizsgálata, mivel ezek méretéből lehet megállapítani, milyen állapotban van pontosan a szigetelés, valamint hogy milyen típusú szigetelésre van szükség. Ehhez általában gittet vagy gyurmát használnak. A folyamat egyszerű, az anyagot az ablaktokra helyezzük, az ablakot pedig rázárjuk.
A hézagok méretének meghatározása után már tudni lehet, milyen típusú szigetelőanyagokra lesz szükség.
Az ablakszárnyat ezután leveszik, a korábbi szigetelőanyagot pedig, amennyiben van maradék, eltávolítják. Ez bizonyos esetekben, például sziloplaszt alkalmazásánál igen nehéz lehet.
Maráskor a marógéppel hornyot készítenek, a pántoknál és a takaróléceknél kihagyva azt – ezeken a helyeken a szigetelőanyag nútba illeszkedő részét távolítják el. A marást követően az ablak megtisztítása, majd a szigetelőanyag behengerlése következik.
Olyan esetekben, ahol a marás nem lehetséges és tömítőanyaggal történő szigetelésre van szükség, általában ecetsavas sziloplaszttal ragasztanak, a profil bajusz részét pedig levágják.

## Az ablakszigetelés kapcsán felmerülő szellőzési, biztonsági kérdések[9]
Sajnos megnövekedett az utóbbi időben a szén-monoxid-mérgezéses balesetek, illetve halálesetek száma. Magyarországon a 2012/2013-as fűtési idényben több mint 300 személy szenvedett enyhébb vagy súlyosabb szén-monoxid-mérgezést, és sajnos 23-an életüket is vesztették.
A rések és a légellátás nem csak a személyek légcsere igényét elégíti ki, hanem égéstérrel rendelkező készülékek égéslevegő ellátását is biztosíthatja. A lakásban lehet nyitott égésterű készülék, mint gáz fűtő-vízmelegítő készülék, kályha, gáztűzhely. Ezek biztonságos égéslevegő ellátásához nem elegendők az ablak-, ajtórések, hanem méretezett légbevezetőkre van szükség. Ablakcsere, vagy ablakszigetelés esetén a megszűnő huzat pótlására, légbevezetők utólagos beépítésére lehet szükség. Maga az ablakszigetelés nem fölösleges, mert a légbevezetők ezzel szemben szabályozott légellátást biztosítanak, ami megtakarítást jelent a befolyásolhatatlanul kialakuló huzattal szemben.
A balesetek tényleges okai összetettek, általában több kedvezőtlen külső behatás egyidejű jelentkezése idézi elő a baleseteket.
Az elégtelen huzatviszonyokat kiválthatja pl. az égéstermék-elvezető és a kémény hibája, de leggyakrabban az utólagos nyílászárócsere vagy a meglévő légbevezető helyek korlátozása áll a háttérben.
A kéményseprő észlelheti a légellátási hibát az éves ellenőrzés során, azonban csak azt tudja megállapítani, hogy szigetelt-e az ablak és hogy van-e rajta (illetve a helyiségben) légbevezető, azt viszont már nem, hogy elegendő-e a légbevezetőn beáramló mennyiség a gázkészülék megfelelő működéséhez. A füstgáz-levegő áramkör méretezése mérnöki szintű feladat, érdemes ehhez szakemberhez fordulni.
Az ablakok szigetelése során nem csak maga a nyíló és keret találkozására kell odafigyelni, hanem a nyílászáró keretek megfelelő hőszigetelésére is. Ha kihullott a vakolat, vagy esetleg nincs megfelelően ráfordítva a hőszigetelés a nyílászárók peremére, akkor hőhidak fognak kialakulni, amely penész formájában fog megjelenni a nyílászárónk és a fal találkozásában. Ezért figyeljünk oda a peremek mellett a kávákra is. 